# 上尾下
上尾下（あげおしも）は、埼玉県上尾市の大字。郵便番号は362-0025。
市の統計などでは上尾地区で分類されている。

## 地理
埼玉県の県央地域で、上尾市南部の主に大宮台地上に位置する芝川左岸沿いの南北に細長い形をしている地域である。町域の東側を大字原市、南側を五番町やさいたま市北区吉野町、西側を日の出や東町、北側を二ツ宮と隣接する。町域の北部を上尾環状線が東西に通る。また、町域の西境を芝川が南北に流れ、上流から国体橋、新橋、日の出橋（日ノ出橋とも）、西長橋が架かる。
全体的には市街化区域で主に第一種住居地域（上尾環状線沿いは第二種住居地域）の住宅地が広がっているが、市街化調整区域となる芝川流域周辺を中心に農地も見られる。また、浸水常襲地区である。芝川周辺は1950年代まで帯状に水田が広がっていた。工業地域に指定され、三井金属鉱業の工場などがある地区の北部はかつては山林であった。
地内に「長橋遺跡」（県遺跡番号：14-151）や「榎戸遺跡」（県遺跡番号：14-108）があり、土器片が発掘された。

### 地価
住宅地の地価は、2018年（平成30年）の公示地価によれば、大字上尾下字長橋835番7の地点で9万2900円/m2となっている。

## 歴史

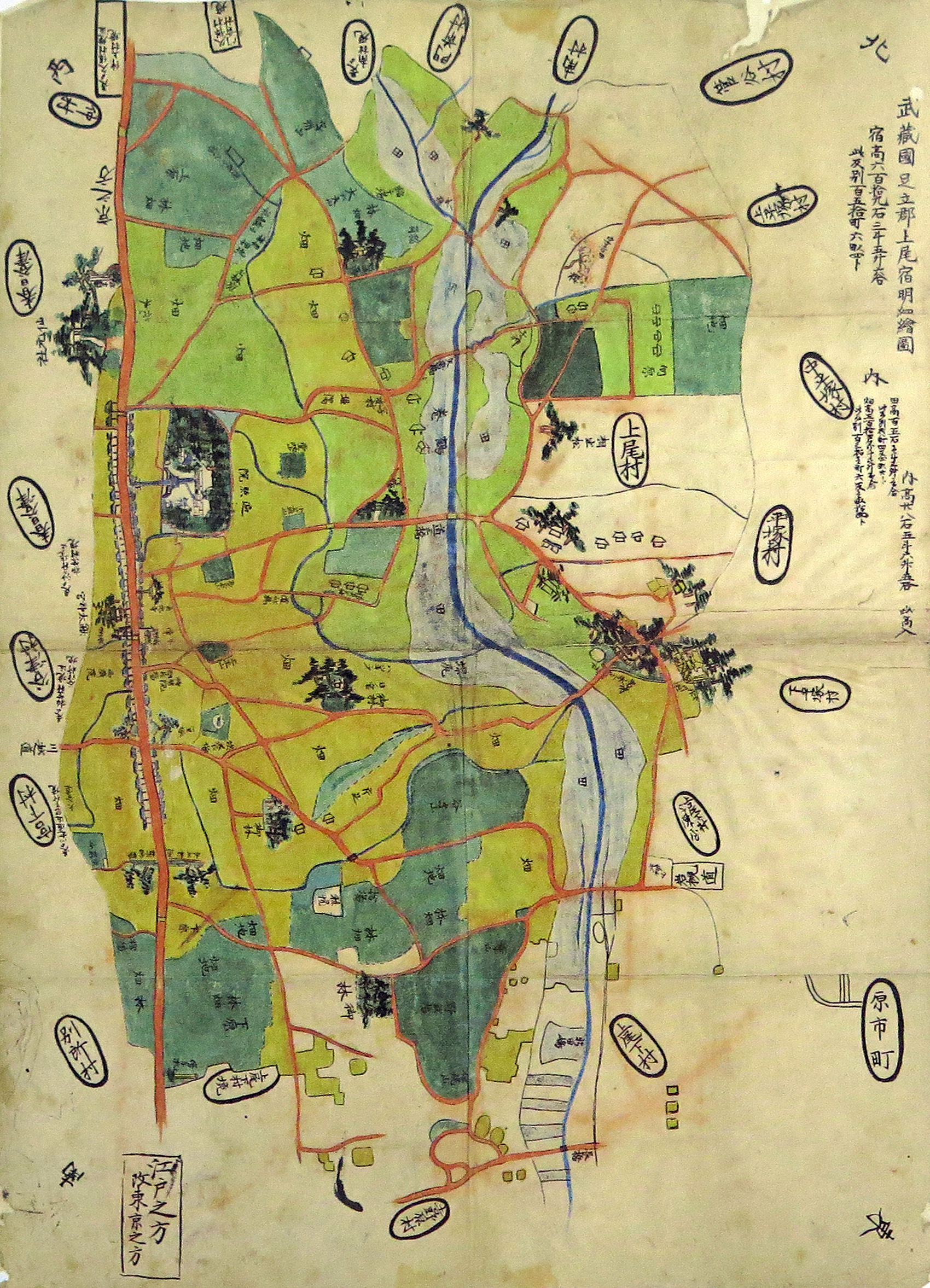
上尾宿明細絵図（江戸期）

もとは江戸期より存在した武蔵国足立郡上尾領に属する上尾下村であった。延宝年間（1673年〜1681年）頃に江戸初期より存在した上尾町より旗本3氏の所領の関係で、上尾宿や上尾村（上尾上村）とともに分村して成立した。村高は『元禄郷帳』では204石余、『天保郷帳』では205石余であった。化政期の世帯数は55軒であった。地区の形はかつての上尾宿の東側と南側に沿うように逆Lの字（或いは「F」の字を左右反転させて右に90度回転させたような形）をしていて上尾宿や上尾村との境は複雑に錯綜している上、これらの飛地も多数存在していたが、芝川右岸側に突き出た区域は新たな町名に変更された。現在の愛宕三丁目の一部、および日の出の一・二丁目の一部や同三・四丁目の大半、および栄町の大半がこれに相当する。地名は上尾町の最も川下の場所という、地形によるものとみられている。
安土桃山期の旗本西尾氏の陣屋が村内に存在していた。陣屋が建立されていたとされる地には陣屋と称される小字もある。1875年（明治8年）の農業産物高は武蔵国郡村誌によると米106.2石、陸稲70石、大麦160石、小麦145石、大豆60石、小豆25石、栗10石、蕎麦15石、菜種5石、胡麻4石、大角豆5石、甘藷24000貫、里芋7200貫、大和芋1200貫であった。水利不便で旱害に強い甘藷栽培などの畑作中心であった。
はじめは知行は旗本松下彦兵衛氏。以降は松下氏で変遷なし。なお、幕府領の新田があり、検地は1747年（延享4年）に実施。
- 幕末の時点では足立郡上尾下村であった。明治初年の『旧高旧領取調帳』の記載によると、代官大竹左馬太郎支配所が管轄する幕府領、および旗本松下鎌太郎の知行であった[17][注釈 2]。
- 1868年（慶応4年）6月19日 - 旧幕府領が武蔵知県事・山田政則（忍藩士）の管轄となる。
- 1869年（明治2年） 
  - 1月13日 - 武蔵知県事・宮原忠英の管轄区域に大宮県を設置、同県の管轄となる。県庁は東京府馬喰町に置かれる。
  - 9月29日 - 県庁が浦和に置かれ浦和県に改称。
- 1871年（明治4年）11月13日 - 第1次府県統合により埼玉県の管轄となる。
- 1872年（明治5年）3月5日 - 大区小区制施行により第19区に属す[18][19][14]。なお、埼玉県では小区は置かれていない。
- 1874年（明治7年）2月 -  埼玉県区村役員職制により結成された第19区の吉野原村他二か村ヶ村組合[注釈 3]に属す。戸長は岸友右衛門（吉野原村）[18]。
- 1879年（明治12年）3月17日 - 郡区町村編制法により成立した北足立郡に属す。郡役所は浦和宿に設置。
- 1884年（明治17年）7月14日 - 連合戸長役場制により成立した上尾宿連合に属す。連合戸長役場は上尾宿に設置[20]。
- 1889年（明治22年）4月1日 - 町村制施行に伴い、上尾下村を含む区域をもって上尾町が成立、上尾町の大字上尾下となる[6]。
- 時期不明（明治40年頃） - 地内の天神社や二稲荷社や弁天社が上尾村の氷川社に合祀される[21]。
- 1955年（昭和30年）11月1日 - 町村合併促進法の施行に伴い、上尾町が平方町・原市町・大石村・上平村・大谷村と合併し[22]、新たな上尾町の大字となる。
- 1958年（昭和33年）7月15日 - 上尾町が市制施行し[22]、上尾市の大字となる。
- 1959年（昭和34年）1月1日 - 放光院の「松下豊前守房利の供養塔」が市の記念物（史跡）に指定される[23]。
- 1960年（昭和35年）9月1日 - 地内を通る県道が県道5号大宮川口線（現埼玉県道35号川口上尾線）に改称される[24]。
- 1962年（昭和37年）5月1日 - 地内に国道17号大宮バイパスが整備され、開通する[25]。
- 1963年（昭和38年）7月 - 地内（住所は上尾村656番地の1）に三井金属鉱業が操業を開始する[26]。
- 1967年（昭和42年）7月1日 - 住居表示に関する法律に基づき住居表示（第三次）が実施され[27]、上尾下の一部が栄町の一部、および日の出一丁目〜四丁目の一部となる[28][6]。また、上尾下の一部が愛宕一丁目〜三丁目に編入される[29][6]。
- 1974年（昭和49年）8月5日 - 放光院の「木造宝冠阿弥陀坐像」が市の有形文化財（彫刻）に指定される[23]。
- 1985年（昭和60年） - 芝川に架かる原市新道の「新橋」が架け換えられる[30]。
- 1986年（昭和61年） - 芝川に架かる「西長橋」が架け換えられる[30]。
- 1988年（昭和63年） - 芝川に架かる「日の出橋」（日ノ出橋）が架け換えられる[30]。
- 2008年（平成20年）11月5日 - 「陣屋の祭りばやし」が市の無形民俗文化財に指定される[23]。

### 存在していた小字
- 陣屋[13]
- 長橋
- 榎戸
- 上原
- 大開戸
- 西久保
- 新田[注釈 4]
- 下原
- 寺山下
- 薬師原[32]

※ 登記簿上は今もなお存在する小字を含む。

## 世帯数と人口
2019年（平成31年）1月1日現在（上尾市発表）の世帯数と人口は以下の通りである。
| 大字   | 世帯数    | 人口    |
| ------ | --------- | ------- |
| 上尾下 | 1,160世帯 | 2,839人 |

## 小・中学校の学区
市立小・中学校に通う場合、学区（校区）は以下の通りとなる。
| 大字   | 番地                    | 小学校             | 中学校             | 備考                                                    |
| ------ | ----------------------- | ------------------ | ------------------ | ------------------------------------------------------- |
| 上尾下 | 622〜730、754、764〜787 | 上尾市立東町小学校 | 上尾市立上尾中学校 | 希望により原市小学校・原市中学校も可。（要 通学希望届） |
| 上尾下 | その他                  | 上尾市立東町小学校 | 上尾市立上尾中学校 |                                                         |

## 事業所
2021年（令和3年）現在の経済センサス調査による事業所数と従業員数は以下の通りである。
| 大字   | 事業所数 | 従業員数 |
| ------ | -------- | -------- |
| 上尾下 | 70事業所 | 1,088人  |

## 交通
地区内に鉄道は敷設されていない。最寄り駅は埼玉新都市交通ニューシャトル沼南駅であるが、大字上尾下字長橋沼南の地点よりおよそ1.2 km離れている。

### 道路
- 埼玉県道323号上尾環状線
- 原市新道[35] - 水上公園北側の交差点からカーブを描きながら南東方向に向かい県道5号旧道に至る通り。原市では「上尾道」とも称された[35]。

### バス
上尾駅東口駅前から蓮田駅方面への路線バスが運行されている。
丸建自動車
地区内は「陣屋」バス停留所が設置されている。
上尾市コミュニティバス「ぐるっとくん」
- 原市平塚循環
- 原市瓦葺線

地区内は「スポーツ総合センター」「陣屋公民館」「陣屋」「上平公園南口」バス停留所が設置されている。

## 地域

### 町内会
- 陣屋町内会[38]

### 祭事
- 陣屋の祭りばやし[7]
市指定無形民俗文化財であったが、陣屋囃子連の解散により2016年（平成28年）度に指定解除されている[39]。

### 施設
地内に指定緊急避難場所は存在しない。神社は明治40年頃の合祀（前述）により、地内に存在しない。
- 三井金属鉱業銅箔事業部上尾事業所（一部）
- 東京電力パワーグリッド上尾変電所
- 陣屋公民館
- あおぞら保育園
- 放光院 - 江戸初期草創。領主である松下氏の菩提寺である[6][41]。市指定文化財の「木造宝冠阿弥陀座像」や「松下豊前守房利の供養塔」がある。
- 陣屋公園
- 陣屋地区広場 - 陣屋（県遺跡番号：14-093[7]）の跡地に所在する